# Tuluá
Tuluá ist eine Gemeinde (Municipio) im Departamento Valle del Cauca, Kolumbien.

## Geographie
Tuluá liegt in der Subregion Centro in Valle del Cauca 960 m über dem Meeresspiegel bis 4400 m des Páramo de Barragán und Santa Lucia. Es herrscht ein tropisches Feuchtsavannenklima mit einer mittleren Jahrestemperatur von 24 °C bis 27 °C. An die Gemeinde grenzen im Norden Andalucía und Bugalagrande, im Osten Sevilla sowie Chaparral im Departamento Tolima, im Süden Buga und San Pedro und im Westen Yotoco und Riofrío.

## Bevölkerung
Die Gemeinde Tuluá hat 221.701 Einwohner, von denen 191.620 im städtischen Teil (cabecera municipal) der Gemeinde leben (Stand 2019).

## Geschichte
Tuluá bedeutet in indigener Sprache „Leichte Erde“ und wurde 1741 von spanischen Konquistadoren gegründet. Genannt wird die Stadt auch Corazón del Valle (Herz des Caucatales), oder auch La Villa de Céspedes (Stadt der Rasen).
Tuluá war traditionell Hochburg der Konservativen, während des Bürgerkrieges 1948–52 erlangte die Stadt traurige Berühmtheit für Repressionen und besonders hohe Opferzahlen.

## Wirtschaft
Tuluá beherbergt eine Landwirtschaftsmesse (Feria de Tuluá), welche als die bedeutendste Messe in Kolumbien angesehen wird.

## Infrastruktur
Tuluá liegt an der Panamericana und verbindet die Städte Cali (100 km), Pereira (125 km) und Armenia (105 km). Tuluá verfügt über einen Flughafen, den Aeropuerto Farfán Heriberto Gil Martínez (IATA-Code: ULQ).

## Universitäten und Hochschulen
In Tuluá haben folgenden Universitäten und Hochschulen einen Sitz:
- Universidad del Valle (Univalle)
- Universidad Autónoma de Occidente (CES-UAO)
- Unidad Central del Valle del Cauca (uceva)
- Corporación Universitaria Remington

## Sport
In Tuluá ist der Fußballverein Cortuluá heimisch, der seine Heimspiele im 16.000 Zuschauer fassenden Estadio Doce de Octubre austrägt. Cortuluá wurde zwei Mal Meister der Categoría Primera B und nahm an der Copa Libertadores 2002 teil.

## Söhne und Töchter der Stadt
- Gustavo Álvarez Gardeazábal (* 1945), Schriftsteller und Politiker
- Jairo Arboleda (* 1947), Fußballspieler
- Diego Murillo Bejarano (* 1961), Paramilitär und Drogenhändler
- Faustino Asprilla (* 1969), Fußballspieler
- Diego Fernando Salazar Quintero (* 1980), Gewichtheber
- Carlos Alzate (* 1983), Radrennfahrer
- Leidy Solís (* 1990), Gewichtheberin